# Mireia Pérez Plaza
Mireia Pérez Plaza   (València, 9 de juny de 1984) es autora de còmics, il·lustradora i dissenyadora gràfica valenciana.

## Formació
Estudià a la Facultat de Belles Arts de la Universitat Politècnica de València i a la Complutense de Madrid, on cursà especialitats de cinema i dibuix, sense menystenir el disseny gràfic. I ja s'endinsà en el món del treball com a freelance. A Angulema, ciutat on va fer una estada del Programa Erasmus, va iniciar una experimentació en el còmic, que ja no va deixar.
L'any 2001 obrí un blog. Forma part del col·lectiu d'autors Caniculadas. Considera que les seues influències són Sfar, Max, H.P. Lovecraft i Jack Teagle.

## Ocupació i publicacions
Ha treballat a El Jueves, El Manglar, El Estafador, Media Vaca i El País. Treballa per al col·lectiu i editorial Ultrarradio. També ha treballat com a dissenyadora gràfica per al festival d'investigació artística Observatori o el festival internacional de mediometrajes La Cabina.
El primer que publicà fou Nido al llibre Au fil du Nil. Escriví i dibuixà un còmic de temàtica feminista anomenat La muchacha salvaje amb una història que transcorre a l'època de transició entre el Paleolític i el Neolític on apareix un matriarcat.

## Reconeixements
Guanyà el premi Creación Injuve a la categoria còmic el 2010, i el IV Premio Internacional de Novela Gráfica FNAC/Sins Entindo per La muchacha salvaje.

## Obres
- Nido, al llibre Au fil du Nil[5]
- Chica y Monstruo en la Llegada del Invierno (autoeditat)
- Chico y Monstrua en la Llegada de la Primavera (autoeditat)[4]
- La muchacha salvaje
  - Nómada (Sins entido)[1]
- Una zorra de siete tetas[4] (Caramba)[10]
- Teen Wolf (2015)[11]